# Línea M1 (Montevideo)
La línea M1 fue una línea céntrica de Montevideo, unía la Ciudad Vieja con el barrio del Cordón.

## Características
Fue creada en los años ochenta como la primera línea céntrica de Montevideo, y tenía como objetivo conectar la zona céntrica de la ciudad, principalmente desde la Ciudad Vieja hacia el barrio del Cordón, sus servicios en el horario del día contaban con una amplia demanda, por lo cual, para agilizar el tiempo de viaje, el guarda comenzaba a vender sus boletos en el punto de inicio del recorrido,   mientras los usuarios hacían fila para ascender.   Fue operada por la Compañía Cutcsa mediante unidades Mercedes-Benz modelo Montevideanos, fabricados por la misma empresa. En los años noventa fue suprimida su operación debido a la finalización de su concesión. Muchos años después, en 2008 surge una nueva línea céntrica, la línea CA1 con un recorrido similar, solo que extendido hacia Tres Cruces.